# 小倉栄一郎
小倉 栄一郎（小倉榮一郎、おぐら えいいちろう、1924年2月28日 - 1992年3月23日）は、経済学・経済史学者。
滋賀県出身。1946年神戸経済大学（現神戸大学）卒。同大学院博士課程満期退学、1965年「江州中井家帖合の法」で大阪大学より経済学博士の学位を取得。1953年滋賀大学経済学部助教授、1968年教授、1970-1974年経済学部学部長。1989年定年退官、名誉教授。1962年「江州中井家帳合の法」で日本会計研究学会賞を受賞。湖東焼復興推進協議会会長。

## 著書
- 『簿記組織論 実践簿記の組織原理』関書院 経営学シリーズ 1952
- 『複式簿記原理』関書院 経営学シリーズ 1954
- 『江州中井家帖合の法』ミネルヴァ書房 滋賀大学日本経済文化研究所叢書 1962
- 『近江商人の系譜 活躍の舞台と経営の実像』日本経済新聞社 日経新書 1980
- 『金持商人一代記』言叢社 1984
- 『湖国の地場産業』サンブライト出版 近江文化叢書 1984
- 『湖東焼 盛衰と美』サンブライト出版 1985
- 『近江商人の開発力 管理システムと北海道開発にみる近代経営』中央経済社 1989
- 『近江商人の系譜 活躍の舞台と経営の実像』社会思想社 現代教養文庫 1990
- 『近江商人の金言名句』中央経済社 1990
- 『近江商人の経営管理』中央経済社 1991
- 『近江商人の理念 近江商人家訓撰集』あきんどフォーラム実行委員会 1991　サンライズ出版 2003

### 翻訳
- ロバートW.キャンベル『ソヴェト経済研究 会計制度と価格形成』吉田靖彦,進藤勝美共訳 未来社 1967
- チャールス T.ホーングレン『管理会計 経営計画の設定と統制のための会計』加藤勝康共訳 日本生産性本部 1974

## 論文
- Cinii